# ژان-امیل شارون
 ژان-امیل شارون (انگلیسی: Jean-Émile Charon؛ زاده ۲۵ فوریهٔ ۱۹۲۰ درگذشته ۱۹۹۸-۰۶) یک فیزیک‌دان اهل فرانسه بود.